# تقيح الجلد
تقيح الجلدوهي أي مرض جلدي قيحي (يوجد به صديد). وتشمل هذه الالتهابات البكتيرية سطحية مثل القوباء، قوباء، إكثيمة، التهاب الجريبات، قوباء بوكهارت، دمل، جمرة، القرحة المدارية، الخ تشمل حالات المناعة الذاتية مثل تقيح الجلد الغرغريني. يصيب التقيح الجلدي أكثر من 111 مليون طفل حول العالم، مما يجعلها واحدة من أكثر ثلاثة أمراض جلدية شيوعًا لدى الأطفال إلى جانب الجرب وسعفة الرأس.